# I Liga 1971/1972
Ekstraklasa 1971/72 byla nejvyšší polskou fotbalovou soutěží. Vítězem se stal a do Poháru mistrů evropských zemí 1972/73 se kvalifikoval Górnik Zabrze. Do Poháru UEFA se kvalifikovaly týmy Zagłębie Sosnowiec a Ruch Chorzów. Účast v Poháru vítězů pohárů si zajistil poražený finalista poháru Legia Warszawa.
Soutěže se zúčastnilo celkem 14 celků, soutěž se hrála způsobem každý s každým doma-venku (celkem tedy 26 kol) systémem podzim-jaro. Sestoupily poslední 2 týmy.

## Tabulka
| Poř. | Tým                | Z  | V  | R  | P  | VG | OG | B  |
| ---- | ------------------ | -- | -- | -- | -- | -- | -- | -- |
| 1.   | Górnik Zabrze      | 26 | 14 | 9  | 3  | 45 | 23 | 37 |
| 2.   | Zagłębie Sosnowiec | 26 | 13 | 7  | 6  | 31 | 26 | 33 |
| 3.   | Legia Warszawa     | 26 | 12 | 8  | 6  | 36 | 20 | 32 |
| 4.   | Ruch Chorzów       | 26 | 13 | 4  | 9  | 46 | 33 | 30 |
| 5.   | Stal Mielec        | 26 | 12 | 6  | 8  | 29 | 19 | 30 |
| 6.   | Gwardia Varšava    | 26 | 11 | 6  | 9  | 28 | 21 | 28 |
| 7.   | Odra Opole (N)     | 26 | 9  | 9  | 8  | 25 | 27 | 27 |
| 8.   | Zagłębie Wałbrzych | 26 | 9  | 8  | 9  | 22 | 21 | 26 |
| 9.   | Wisla Krakov       | 26 | 7  | 11 | 8  | 29 | 34 | 25 |
| 10.  | Polonia Bytom      | 26 | 5  | 11 | 10 | 19 | 31 | 21 |
| 11.  | Pogoń Szczecin     | 26 | 8  | 4  | 14 | 24 | 37 | 20 |
| 12.  | ŁKS Łódź (N)       | 26 | 3  | 13 | 10 | 24 | 39 | 19 |
| 13.  | Stal Rzeszów       | 26 | 4  | 10 | 12 | 20 | 32 | 18 |
| 14.  | Szombierki Bytom   | 26 | 6  | 6  | 14 | 24 | 39 | 18 |

|  | Pohár mistrů evropských zemí 1972/73 |
|  | Pohár vítězů pohárů 1972/73          |
|  | Pohár UEFA 1972/73                   |
|  | Sestup do I ligy                     |

## Nejlepší střelci
|    |        | hráč                 | tým             | PG |
| -- | ------ | -------------------- | --------------- | -- |
| 1. | Polsko | Ryszard Szymczak     | Gwardia Varšava | 16 |
| 2. | Polsko | Włodzimierz Lubański | Górnik Zabrze   | 14 |
| 3. | Polsko | Joachim Marx         | Ruch Chorzów    | 13 |

## Soupiska mistra
Jan Gomola (6/0), Hubert Kostka (20/0) - Zygmunt Anczok (23/0), Jan Banaś (24/9), Andrzej Burek (1/0), Alojzy Deja (22/3), Jerzy Gorgoń (23/2), Joachim Gorzawski (2/0),  Lucjan Kwaśny (13/0), Henryk Latocha (16/0), Włodzimierz Lubański (25/14), Alfred Olek (2/0), Stanisław Oślizło (22/0), Hubert Skowronek (21/2), Władysław Skaryński (20/1), Joachim Szlosarek (1/0), Zygfryd Szołtysik (26/1), Erwin Wilczek (23/3), Jerzy Wilim (5/3), Edward Wojtala (1/0), Jan Wraży (24/0) - trenér Antoni Brzezańczyk a Jan Kowalski